# Динис, Алберту
Албе́рту Ди́нис (порт. Alberto Dines; 19 февраля 1932, Рио-де-Жанейро, Бразилия — 22 мая 2018) — бразильский журналист и писатель.
Алберту Динис являлся автором многих книг, основателем и редактором нескольких газет и журналов в Бразилии и Португалии. Он работал на радио и телевидении. Начал работать как журналист в 1952 году, с 1963 года преподавал журналистику в Университете Рио-де-Жанейро (Pontifícia Universidade Católica). В 1974 году был приглашен в качестве профессора журналистики в Колумбийский университет Нью-Йорка. 12 лет был главным редактором журнала Jornal do Brasil, директором Folha de São Paulo в Рио-де-Жанейро и основателем общества ABRIL в Португалии, выпускавшем газету Exame.
Являлся старшим научным сотрудником Лаборатории общественных исследований и журнализма (Laboratório de Estudos Avançados em Jornalismo), у истоков которой он стоял. Это научное общество издаёт журнал Observatório, выпускает радио- и телепередачи.
Динис был президентом Дома Стефана Цвейга, одним из основателей Музея Стефана Цвейга в Петрополисе. Долгие годы занимался изучением жизни и творчества Стефана Цвейга, в 1981 году издал его биографию «Смерть в раю — трагедия Стефана Цвейга», в которой описал жизнь писателя вплоть до его самоубийства в Бразилии.

## Детство и юность
Родился и вырос в Рио-де-Жанейро (Vila Isabel), учился в еврейской школе Шолом-Алейхема (Escola Popular Israelita Brasileira Scholem Aleichem), благодаря чему овладел литературным идишем. Уже в раннем возрасте проникся идеями социализма, поскольку был близок к группе левых социалистов «Obreira Internacionalista». В 1940 году впервые увидел Стефана Цвейга, посетившего его школу. Интерес и любовь к творчеству Стефана Цвейга Динис пронес через всю свою жизнь.
Во время Второй мировой войны работал журналистом в небольшой местной газете, выпускаемой еврейской гимназией. Занятия в университетском колледже Эндрюз в Ботафогу Динис не завершил, поскольку по его социалистическим антибуржуазным убеждениям университетский диплом был не нужен.

## Работа и творчество
Вместе с товарищами по университету Динис начал увлеченно заниматься кинематографией. В то время в Бразилии не было ни единой школы кинематографии, поэтому изучать кино приходилось по книгам. Школу документального кино Динис прошёл на практике, работая под началом Исаака Розенберга. В 1950 году Динес получил предложение работать в журнале, обозревающем новости кино, в качестве критика. Кроме кино, Динис обозревал новости культуры, а затем проработал 5 лет в журнале Visão, печатавшемся в Сан-Паулу, обозревая новости культуры, политики и экономики.
После Визао он работал в других журналах. В возрасте 25 лет он был уже ассистентом главного редактора. С 1962 по 1974 год работал в Jornal do Brasil.

## Диктатура
В 1964 году в Бразилии произошёл военный переворот. В 1968 году Динис как главный редактор Jornal do Brasil начал ощущать давление и открыто выступил на страницах своего журнала с протестом против жесткой цензуры. Вслед за этим выступлением последовал арест, а затем в 1973 году увольнение, после того как Динис нарушил запрет на публикацию сообщения об убийстве Сальвадора Альенде в Чили.
В 1974 году в ситуации политической изоляции Динис принял приглашение школы журналистики Колумбийского университета (США) в качестве лектора.

## Дом Стефана Цвейга
Идея организации дома-музея Стефана Цвейга в Петрополисе возникла сразу после трагической гибели писателя в 1942 году. Бразильские журналисты и писатели, а также некоторые дипломаты предпринимали шаги по сбору денег на реконструкцию дома, где жил и умер Цвейг, а также по сбору материалов. И лишь более чем через 60 лет эта идея была претворена в жизнь. Музей Стефана Цвейга — единственный в мире памятник писателю — будет располагать библиотекой с его книгами и рукописями, фильмотекой, собранием рисунков и карикатур, конференц-залом.
Алберту Динис являлся президентом общества Дом Стефана Цвейга.
22 октября 2007 года Алберту Динис был удостоен Премии Австрийской службы памяти жертв Холокоста. В 2009 году Динис стал почётным членом австрийского общества науки и культуры.